# Hercostomus pseudoceler
Hercostomus pseudoceler är en tvåvingeart som beskrevs av Stackelberg 1934. Hercostomus pseudoceler ingår i släktet Hercostomus och familjen styltflugor. Inga underarter finns listade i Catalogue of Life.